# Temporada de huracanes del Pacífico de 2001
La temporada de huracanes del Pacífico de 2001 fue una temporada relativamente cercana al promedio que produjo dieciséis tormentas nombradas, aunque la mayoría fueron bastante débiles y de corta duración. se formaron ocho huracanes y dos huracanes mayores. La temporada comenzó oficialmente el 15 de mayo en el Océano Pacífico Oriental y el 1 de junio en el Pacífico Central; ambas zonas terminaron el 30 de noviembre de 2001. Estas fechas delimitan convencionalmente el período de cada año en que se forman la mayoría de los ciclones tropicales en la cuenca del Pacífico. Sin embargo, la formación de ciclones tropicales es posible en cualquier época del año.
La primera tormenta de la temporada, el huracán Adolph, se formó el 25 de mayo y se convirtió en el huracán más fuerte del mes de mayo en ese momento. La tormenta tropical Barbara pasó justo al norte de Hawái, con un impacto mínimo. La tormenta más notable de ese año fue el huracán Juliette, que provocó inundaciones devastadoras en la península de Baja California. Septiembre fue mucho más activo con seis sistemas en desarrollo, de los cuales tres se convirtieron en huracanes. La actividad disminuyó considerablemente en octubre y noviembre, ya que la mayoría de las tormentas permanecieron débiles y de corta duración. La última tormenta de la temporada, el huracán Octave, se disipó el 3 de noviembre, unos veintisiete días antes del final oficial de la temporada. En general, esta temporada fue drásticamente menos activa y destructiva, causando alrededor de $401 millones en daños y trece muertes.

## Resumen de la temporada

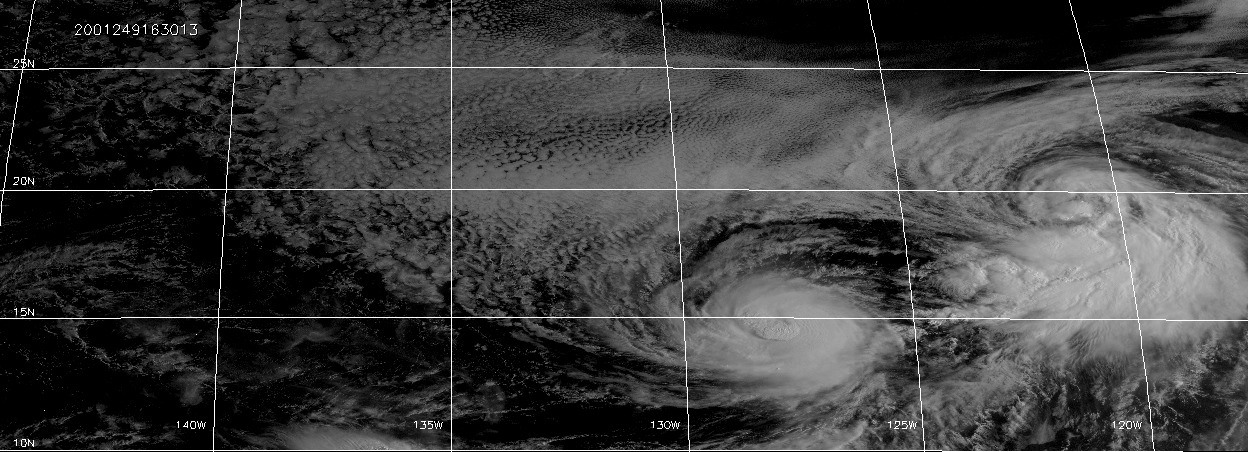
Los huracanes Gil (izquierda) y tormenta tropical Henriette (derecha) el 7 de septiembre de 2001

La temporada comenzó oficialmente el 15 de mayo en el Pacífico Oriental y el 1 de junio en el Pacífico Central; ambos terminaron el 30 de noviembre. Hubo dieciséis tormentas tropicales en la cuenca del Pacífico oriental durante la temporada de 2001. De ellos, siete se convirtieron en huracanes, de los cuales dos se convirtieron en huracanes importantes al alcanzar una intensidad de categoría 3 o superior en la escala de huracanes de Saffir-Simpson (SSHS). Cuatro depresiones tropicales se formaron y disiparon antes de alcanzar la intensidad de una tormenta nombrada. En el Pacífico oriental propiamente dicho, la temporada registró una actividad promedio en términos de la cantidad de sistemas nombrados, pero la temporada también presentó siete huracanes y dos huracanes importantes, ambos totales un poco por debajo de los promedios a largo plazo. En general, la actividad durante la temporada fue casi normal. La primera tormenta de la temporada, el huracán Adolph, se formó a fines de mayo, un poco antes de lo previsto, y en ese momento fue el huracán de mayo más fuerte registrado. Esta temporada presentó solo una tormenta con nombre en el mes de junio, seguida de tres en julio y solo una durante agosto, incluida ninguna durante las primeras tres semanas de agosto, un momento en el que generalmente se presentan varias tormentas. La actividad se recuperó durante la segunda mitad de la temporada, a partir de septiembre, cuando se observaron cinco tormentas con nombre, antes de disminuir a tres y ninguna tormenta en octubre y noviembre, respectivamente.
En promedio, de dos a tres tormentas tropicales o huracanes golpean a México cada año en el lado del Pacífico. Sin embargo, solo un ciclón tropical, el huracán Juliette, tocó tierra a lo largo de la costa de México en 2001. Además, Adolph, Dalila, Ivo y Lorena estuvieron lo suficientemente cerca de tierra como para requerir avisos y alertas de ciclones tropicales.

## Ciclones tropicales

### Huracán Adolph
El huracán Adolph se originó a partir de una onda tropical que salió de África el 7 de mayo y estuvo mal organizada. No fue hasta el 18 de mayo que la tormenta mostró algunos signos de desarrollo en el Océano Atlántico. El 22 de mayo, la ola cruzó y el 25 de mayo se intensificó en la depresión tropical Uno-E, a unas 250 millas (400 km) al sur-suroeste de Acapulco en México. El sistema, después de un tiempo a la deriva, se intensificó hasta convertirse en la tormenta tropical Adolph al día siguiente. Más tarde, el 27 de mayo, Adolph pasó a ser huracán. Intensificándose hasta convertirse en un huracán, Adolph se intensificó rápidamente y alcanzó la fuerza de categoría 4 el 28 de mayo. Dos días después, Adolph pasó por un ciclo de reemplazo de la pared del ojo y se debilitó a un huracán de 115 mph (185 km/h), que es mínimo categoría 3 intensidad. Esta tendencia de debilitamiento continuó y se deterioró hasta convertirse en una tormenta tropical. Pasando sobre aguas más frías y aire estable, Adolph se disipó el 1 de junio.

### Tormenta tropical Bárbara
Una ola tropical que se movió frente a la costa de África el 1 de junio. La ola finalmente ingresó al Océano Pacífico el 10 de junio, aunque no se produjo más organización hasta el 18 de junio. El sistema se organizó lentamente durante los siguientes dos días y se convirtió en la depresión tropical Dos-E a principios del 20 de junio. Aunque la depresión permaneció mal organizada, se convirtió en tormenta tropical Barbara. A las 12:00 UTC del 21 de junio, la tormenta alcanzó su máxima intensidad con vientos máximos sostenidos de 60 mph (97 km/h) y una presión barométrica mínima de 997 mbar (29,4 inHg). Poco después, Barbara comenzó a encontrarse con condiciones desfavorables, como una mayor cizalladura del viento y temperaturas más frías en la superficie del mar.
Se debilitó a depresión tropical a las 18:00 UTC del 26 de junio, mientras cruzaba 140°W hacia el área de responsabilidad del Centro de Huracanes del Pacífico Central (CPHC). La depresión pasó al norte de las islas hawaianas el 25 de junio, luego se debilitó a una onda del este al noroeste de Kauai el 26 de junio. Los remanentes de Barbara continuaron hacia el oeste-noroeste hasta ser absorbidos por una zona frontal cerca de la línea internacional de cambio de fecha el 30 de junio. Barbara fue el primer ciclón tropical en el Pacífico Central durante el mes de junio, siendo el segundo la tormenta tropical Boris en 2020.

### Tormenta tropical Cosme
Una onda tropical cruzó América Central y emergió en la cuenca del Pacífico oriental el 6 de julio. La onda se movió lentamente hacia el oeste del 6 al 10 de julio. El 10 de julio, el patrón convectivo comenzó a mostrar signos de organización a unas 403 millas (649 km) al sur. de Acapulco, México, y el sistema recibió su primera clasificación satelital Dvorak. Durante los siguientes dos días, el sistema se movió generalmente hacia el oeste-noroeste a medida que se desarrollaban múltiples circulaciones de bajo nivel en competencia dentro de la amplia área de baja presión asociada con él. Durante este período, el desarrollo de la perturbación se vio obstaculizado por la cizalladura del sur de una vaguada de nivel superior al oeste de la perturbación que provocó que el sistema se alargara de norte a sur. El 12 de julio, el canal superior se cortó al suroeste de la perturbación y la organización mejoró. A primeras horas del 13 de julio, se había establecido un único centro de circulación de bajo nivel y se formó la depresión Tropical Tres-E a unas 330 millas (530 km) al suroeste de Manzanillo. La depresión se desplazó hacia el oeste-noroeste y rápidamente se convirtió en la tormenta tropical Cosme el 13 de julio, a unas 425 millas (684 km) al sur de Cabo San Lucas. El movimiento hacia adelante luego se desaceleró durante las próximas 12 horas. El desarrollo de Cosme se vio obstaculizado por la cizalladura del este; su intensidad máxima de 45 mph (72 km/h) se alcanzó a última hora del 13 de julio. A primeras horas del 14 de julio, la convección era limitada y estaba bien alejada del centro. Cosme se debilitó nuevamente a una depresión tropical, cuando estaba a unas 400 millas (640 km) al suroeste de Cabo San Lucas. Cosme no produjo más convección significativa después del 15 de julio, momento en el que el ciclón tropical se convirtió en un centro bajo no convectivo. Luego, la baja se movió lentamente hacia el oeste hasta que se disipó el 18 de julio a unas 820 millas (1320 km) al oeste-suroeste de Cabo San Lucas.

### Tormenta tropical Erick
Una onda tropical pobremente definida viajó hacia el oeste a través del Atlántico tropical y llegó al este del Pacífico Norte el 16 de julio. La actividad tormentosa asociada con la onda aumentó el 18 de julio cuando la perturbación se centró a unas 808 millas (1,300 km) al sur del extremo sur de la península de Baja California. A partir de entonces, se desarrolló gradualmente una convección profunda alrededor de un gran giro ciclónico que acompañó a la ola. No fue hasta el 20 de julio que se formó un centro de circulación bien definido y las estimaciones de intensidad satelital respaldaron el estado de depresión tropical. Moviéndose en una trayectoria general de oeste a noroeste, el sistema se convirtió en la tormenta tropical Erick y simultáneamente alcanzó una intensidad máxima con vientos máximos sostenidos de 40 mph (64 km/h) y una presión mínima de 1001 mbar (hPa; 29,56 inHg) el 22 de julio. luego se movió sobre aguas relativamente más frías y se debilitó cuando la convección profunda desapareció rápidamente. Para el 24 de julio, era solo un remolino de nubes bajas no convectivo y que se disipaba, aunque algunas lluvias se volvieron a desarrollar de manera intermitente.

### Huracán Dalila
El origen de Dalila es una onda tropical que se desplazó hacia el oeste desde África y sobre el océano Atlántico tropical oriental el 10 de julio. Atravesó el norte de América del Sur y América Central del 15 al 17 de julio acompañada de una vigorosa actividad tormentosa y luego ingresó a la cuenca del Pacífico el 18 de julio como un área organizada de tiempo perturbado. Temprano el 21 de julio, el sistema adquirió una circulación de bajo nivel y se convirtió en la depresión tropical Cinco-E, a unas 250 millas (400 km) al sur del golfo de Tehuantepec. Moviéndose hacia el oeste-noroeste, se convirtió en la tormenta tropical Dalila con vientos de 40 mph (64 km/h) 12 horas después. Dalila avanzó constantemente hacia el oeste-noroeste a velocidades de avance que fluctúan entre cinco y 17 mph (27 km/h). El centro del ciclón alcanzó su punto de máximo acercamiento a la costa oeste de México entre Acapulco y Manzanillo el 22 y 23 de julio, cuando llegó a unas 100 millas (160 km) de la costa. Con temperaturas cálidas en la superficie del mar y una cizalladura vertical mínima, los vientos de Dalila aumentaron de 40 a 70 mph (64 a 113 km/h) del 22 al 23. La velocidad del viento alcanzó brevemente un estimado de 75 mph (121 km/h) el 24 de julio y Dalila se convirtió en huracán. Sin embargo, el sistema se debilitó rápidamente hasta convertirse en una fuerte tormenta tropical. Al pasar directamente sobre la isla Socorro el 25 de julio, la mayor parte de la convección profunda asociada con Dalila se disipó el 27 de julio cuando la tormenta se movió sobre aguas más frías. Reducida a un remolino de nubes bajas, Dalila se disipó como ciclón tropical el 28 de julio, mientras se encontraba a unas 650 millas (1050 km) al oeste del extremo sur de Baja California.

### Depresión tropical Seis-E
Una onda tropical que se movía hacia el oeste ingresó al Pacífico del 12 al 13 de agosto después de cruzar desde el Atlántico y el Caribe. A las 12:00 UTC del 22 de agosto, la depresión tropical Seis-E se desarrolló a partir de esta ola. Además de reducir las temperaturas de la superficie del mar, el sistema comenzó a verse afectado por la cizalladura del viento del sur, que desplazó la circulación de nivel medio y la convección profunda de la circulación de nivel bajo. El Centro Nacional de Huracanes señaló más tarde que el estado desorganizado de la depresión tropical era solo "... un remolino de nubes bajas con algunas lluvias al norte y noreste del centro". Se alargó y se disipó a las 06:00 UTC del 24 de agosto.

### Huracán Flossie
Una onda tropical emergió en el Océano Atlántico el 11 de agosto y generó la tormenta tropical Chantal tres días después. Después de seguir hacia el oeste hacia la península de Yucatán, la parte sur de la onda tropical se dividió. La parte sur cruzó América Central y entró en el Océano Pacífico el 21 de agosto. El sistema inicialmente luchó por organizarse; sin embargo, se desarrolló una circulación cerrada el 23 de agosto. La circulación de bajo nivel comenzó a definirse bien a medida que se alejaba de México el 26 de agosto, mientras que la convección se consolidaba cerca del centro. Más tarde ese día, se clasificó como depresión tropical Siete-E. En condiciones muy favorables para el desarrollo, y después de que aumentaran las características de las bandas, el sistema se actualizó a tormenta tropical Flossie más tarde el 26 de agosto. Si bien las corrientes de dirección se debilitaron, Flossie comenzó a desarrollar un ojo lleno de nubes el 27 de agosto y se actualizó a huracán según eso y las estimaciones de viento de 75 mph (121 km/h). A primeras horas del 29 de agosto, no se esperaba una mayor intensificación, pero Flossie se convirtió repentinamente en un huracán de categoría 2. Después de alcanzar un máximo con vientos de 105 mph (169 km/h) y una presión barométrica mínima de 972 mbar (28,7 inHg), Flossie entró en una región con temperaturas superficiales del mar inferiores a 26 °C (79 °F). Flossie se debilitó rápidamente y se debilitó a un huracán mínimo 24 horas después de la intensidad máxima; el Centro Nacional de Huracanes (NHC) notó un ojo mal definido en ese momento. Temprano el 30 de agosto, Flossie se debilitó a tormenta tropical. El 1 de septiembre, Flossie se degradó a una depresión tropical y, después de quedarse sin convección profunda, el sistema degeneró en un remanente bajo el 2 de septiembre. Los remanentes de Flossie se movieron tierra adentro sobre Baja California, eventualmente ingresaron a la región suroeste de Estados Unidos y se disiparon.
Los restos de Flossie causaron inundaciones repentinas en los condados de San Diego y Riverside en California, dejando caer 2 pulgadas (51 mm) de lluvia en una hora. Una fuerte corriente descendente derribó un árbol sobre una casa. Además, cuatro personas fueron alcanzadas por un rayo, dos de ellos murieron. El costo total de los daños causados por los restos de Flossie fue de $35,000 (2001 USD).

### Huracán Gil
Una onda tropical emergió en el Océano Atlántico frente a la costa de África entre el 14 y el 15 de agosto. La parte norte de la ola se convirtió en la tormenta tropical Dean el 22 de agosto, mientras que la porción restante ingresó al Pacífico el 24 de agosto. La ola se organizó lentamente. y no se convirtió en depresión tropical hasta el 4 de septiembre. Situado aproximadamente a 850 millas (1,370 km) al suroeste de Cabo San Lucas, el sistema se intensificó rápidamente y se convirtió en tormenta tropical seis horas después, y se llamó Gil. A principios del 5 de septiembre, las características de las bandas quedaron bien definidas; el Centro Nacional de Huracanes (NHC) señaló simultáneamente la posibilidad de interacción entre la tormenta tropical Gil y la depresión tropical Nueve-E (más tarde la tormenta tropical Henriette), que estaba a 865 millas (1,392 km) al este-noreste. Aunque se predijo que el flujo de salida de Henriette disminuiría o evitaría la intensificación, Gil logró convertirse en huracán a principios del 6 de septiembre. A última hora del 6 de septiembre, Gil se intensificó hasta convertirse en un huracán de categoría 2, con vientos máximos sostenidos de 100 mph (160 km/h) y una presión barométrica mínima de 975 mbar (28,8 inHg). Gil curvó hacia el noroeste el 6 de septiembre y comenzó a verse afectado por el flujo de salida del noreste asociado con Henriette. Para el 7 de septiembre, la tormenta se desorganizó notablemente y se debilitó a un huracán de categoría 1. Después de debilitarse a categoría 1, Gil aceleró hacia el norte alrededor de la circulación de Henriette. Después de pasar por una región con temperaturas en la superficie del mar cercanas a los 73 °F (23 °C), Gil se debilitó rápidamente y cayó a la intensidad de tormenta tropical seis horas después. Gil continuó debilitándose y fue degradado a depresión tropical a principios del 9 de septiembre. La depresión tropical Gil finalmente absorbió los restos de Henriette, pero se disipó a las 00:00 UTC del 10 de septiembre mientras se encontraba a unas 1.150 millas (1.850 km) al este de las islas hawaianas.

### Tormenta tropical Henriette
Una onda tropical cruzó Centroamérica entre el 28 y el 29 de agosto. Mientras estaba al sur de Acapulco, comenzó a mostrar signos de desarrollo. Las imágenes de satélite visibles a principios del 4 de septiembre revelaron una circulación de bajo nivel parcialmente expuesta, pero bien definida. Si bien la convección profunda se limitó a la mitad suroeste de la circulación, la convección estaba lo suficientemente cerca del centro para que el sistema se clasificara como depresión topical Nueve-E el 4 de septiembre, a unas 300 millas (480 km) al oeste-suroeste de Manzanillo. Temprano el 5 de septiembre, cuando la depresión se dirigía hacia el oeste, la separación entre el centro de circulación y la convección profunda disminuyó. Varias horas después, la depresión se intensificó hasta convertirse en la tormenta tropical Henriette. El ciclón poco a poco se fue organizando mejor el 6 de septiembre, y el patrón convectivo se volvió más simétrico, mientras que la intensidad aumentó a 60 mph (97 km/h). Henriette giró hacia el noroeste y aceleró un poco cuando comenzó a sentir la influencia del huracán Gil, que luego se ubicaba solo a unas 285 millas (459 km) al suroeste. El flujo del este en los niveles superiores, que aún era evidente sobre el ciclón a principios del 6 de septiembre, disminuyó y comenzó a desarrollarse un patrón de flujo de salida más favorable. Las bandas convectivas cerca del centro se definieron mejor y Henriette alcanzó su intensidad máxima de 65 mph (105 km/h) el 7 de septiembre. El ciclón comenzó a debilitarse debido a las aguas frías y su proximidad a Gil. El 8 de septiembre se produjo una interacción de Fujiwhara entre Henriette y Gil. Henriette pronto se disipó después de perder su circulación cerrada de bajo nivel. Sus restos fueron absorbidos por Gil.

### Tormenta tropical Ivo
Ivo se formó a partir de una gran ola tropical que se movió frente a la costa africana el 26 de agosto. La ola estuvo acompañada por una gran rotación ciclónica en los niveles bajo a medio y numerosas tormentas eléctricas cuando ingresó al Atlántico oriental. El 28 de agosto, la ola generó un vórtice que se movía hacia el norte en el Atlántico oriental, pero la parte sur de la ola continuó hacia el oeste con una actividad convectiva muy limitada. Una vez que la ola alcanzó el Mar Caribe occidental el 5 de septiembre, la actividad de la lluvia aumentó y todo el sistema continuó lentamente hacia el oeste sobre América Central. El patrón de nubes gradualmente se fue organizando mejor y para el 9 de septiembre, las imágenes satelitales mostraban una circulación de nivel bajo a medio centrada cerca de Acapulco. Al día siguiente, una parte del sistema se movió sobre el agua y se convirtió en una depresión tropical a unas 118 millas (190 km) al sur-suroeste de Acapulco el 10 de septiembre.
El centro de la depresión se movió lentamente hacia el oeste y el oeste-noroeste con su circulación abrazando la costa suroeste de México. Hubo una cizalladura moderada del este sobre la depresión, como lo indica la ubicación de la convección al oeste del centro. Las imágenes de satélite y un informe de un barco indicaron que la depresión alcanzó el estado de tormenta tropical a las 06:00 UTC del 11 de septiembre. A partir de entonces, solo se fortaleció levemente e Ivo alcanzó su intensidad máxima de 80 km/h (50 mph) y una mínima estimada. presión de 997 mbar (hPa; 29,44 inHg) el 12 de septiembre. La tormenta tropical se movió hacia el noroeste y luego hacia el oeste sobre aguas cada vez más frías y se debilitó gradualmente. Se convirtió en un sistema de baja presión sin convección a fines del 14 de septiembre.

### Depresión tropical Uno-C
La depresión tropical Uno-C se formó el 11 de septiembre a más de 400 millas (640 km) al sureste de la Isla Grande de Hawái. El sistema se desplazó inicialmente hacia el oeste-noroeste hasta 15°N 153°O, y luego se desplazó hacia el suroeste poco después. Un sistema mal organizado, la convección de la depresión tropical Uno-C se disipó más tarde el 11 de septiembre, después de haber sido una depresión por solo 12 horas.

### Huracán Juliette
Un área de clima perturbado asociada con los remanentes de la depresión tropical Nueve del océano Atlántico se organizó directamente en la tormenta tropical Juliette en el Pacífico Oriental el 21 de septiembre. Moviéndose generalmente hacia el noroeste bajo la influencia de una cresta de nivel medio hacia el norte, Juliette se fortaleció, con la ayuda de un entorno de baja cizalladura del viento. Se convirtió en huracán al día siguiente y rápidamente se intensificó a huracán de categoría 4 el 23 de septiembre. Apareció un ojo de alfiler el 24 de septiembre y Juliette alcanzó su máxima intensidad el 25 de septiembre con vientos de 145 mph (233 km/h) y una temperatura barométrica mínima. presión de 923 milibares. Juliette desarrolló raras paredes oculares concéntricas cuando alcanzó su máxima intensidad, que persistió del 24 al 27 de septiembre. El 26 de septiembre, Juliette giró hacia el norte alrededor de una fuerte depresión sobre el oeste de los Estados Unidos y comenzó a debilitarse. Pasando justo al oeste de Cabo San Lucas el 28 de septiembre con vientos de 90 mph (140 km/h), tocó tierra cerca de Puerto San Carlos como tormenta tropical mínima dos días después. Juliette cruzó la península de Baja California hacia el Golfo de California como una depresión tropical y se disipó en el extremo norte del golfo el 3 de octubre.
Juliette descargó fuertes lluvias en la península de Baja California y en Sonora, donde provocó dos muertos. Sus efectos fueron especialmente duros en Cabo San Lucas, Baja California Sur, que quedó aislado del mundo exterior por unos días. Los restos de Juliette se trasladaron al estado de California, donde provocaron tormentas eléctricas, lluvia y algunos cables eléctricos caídos. El costo total estimado de los daños fue de $400 millones (2001 USD; $612 millones 2022 USD).

### Huracán Kiko
Una onda tropical que condujo a la formación del huracán Félix del Atlántico el 7 de septiembre también parece haber producido a Kiko. Esta ola se desplazó hacia el oeste en latitudes bajas, cruzando el norte de América del Sur y América Central hacia el Pacífico oriental del 13 al 16 de septiembre. Para el 17 de septiembre, la nubosidad y las lluvias aumentaron cerca del Golfo de Tehuantepec. El área de clima alterado se movió hacia el oeste durante los siguientes días, sin mucho aumento en la organización. El 21 de septiembre, el patrón de nubes del sistema se consolidó y se hicieron evidentes bandas curvas de chubascos. Se estima que la Depresión Tropical Doce-E se había formado ese día, momento en el que tenía su centro a unas 634 millas (1,020 km) al suroeste del extremo sur de Baja California. Ubicado en un entorno de cizalladura vertical del este, el sistema se fortaleció lentamente. Para el 22 de septiembre, la organización del patrón de nubes mejoró y el ciclón se fortaleció hasta convertirse en la tormenta tropical Kiko. Kiko cambió de dirección noroeste a dirección oeste-noroeste ese día. Aunque cierta cizalladura del este siguió afectando al sistema, persistió una convección muy profunda cerca del centro y, según las estimaciones de intensidad de Dvorak, Kiko se convirtió en huracán alrededor del 23 de septiembre. Un poco más tarde, el 23 de septiembre, la convección profunda disminuyó en cobertura e intensidad y el huracán Kiko se debilitó de nuevo a una tormenta tropical. El sistema siguió cayendo en intensidad el 24 de septiembre, en parte debido al arrastre de aire más estable en la circulación. Kiko se debilitó a depresión tropical el 25 de septiembre, momento en el que también prevaleció la cizalladura del suroeste. El ciclón degeneró en un remolino de nubes bajas que se desplazaba hacia el oeste con poca o ninguna convección profunda más tarde ese día. La baja remanente de Kiko persistió y continuó moviéndose generalmente hacia el oeste durante varios días más con incidentes menores e intermitentes de convección profunda dentro de la circulación. Finalmente fue absorbido por un sistema frontal al noreste de las islas hawaianas el 1 de octubre.

### Depresión tropical Dos-C
La tormenta tropical Dos-C se formó cerca de 10°N 147,4°W el 22 de septiembre, al suroeste de la tormenta tropical Kiko (en el Pacífico oriental). A lo largo del 23 de septiembre, la Depresión Tropical Dos-C siguió siendo un sistema mal organizado que se movió lentamente hacia el oeste-noroeste. Un ligero aumento en la convección se hizo evidente el 24 de septiembre y fue seguido por un período de actividad constante de tormentas eléctricas cerca del centro de circulación a medida que la depresión continuaba en dirección oeste-noroeste. Sin embargo, el sistema nunca alcanzó la fuerza de tormenta tropical y se había debilitado el 25 de septiembre. El ciclón naciente se disipó ese mismo día.

### Tormenta tropical Lorena
La onda tropical que finalmente se convirtió en Lorena se movió frente a la costa oeste de África el 13 de septiembre. La onda mal definida siguió rápidamente hacia el oeste a través del Atlántico durante más de una semana. Hubo poca o ninguna actividad de tormenta asociada con la ola hasta que atravesó América Central el 27 de septiembre. Finalmente, el 29 de septiembre se desarrolló una convección profunda significativa y las clasificaciones satelitales comenzaron el 30 de septiembre cuando el sistema estaba ubicado a unas 300 millas (480 km) al sur de Acapulco. La ola poseía una circulación de bajo nivel cerrada bien definida en ese momento. La convección aumentó constantemente y se desarrollaron características de bandas durante el día del 1 de octubre. Las estimaciones de intensidad satelital indican que el sistema se convirtió en la depresión tropical Trece-E el 2 de octubre. La circulación en niveles bajos se había estrechado considerablemente y las estimaciones de intensidad satelital indicaron que la depresión se había fortalecido hasta convertirse en tormenta tropical Lorena a unas 350 millas (560 km) al sur-suroeste de Acapulco. Lorena alcanzó su intensidad máxima 60 mph (97 km/h) más tarde ese día cuando tomó una trayectoria más al norte cuando se encontraba a unas 205 millas (330 km) al suroeste de Manzanillo. Para el 4 de octubre, la velocidad de avance de la tormenta tropical Lorena había disminuido a alrededor de siete a nueve mph (11 a 14 km/h) y una fuerte cizalladura del suroeste en los niveles superiores comenzó a afectar negativamente al ciclón. Lorena se debilitó a una depresión tropical y se disipó en una baja no convectiva más tarde ese día a unas 120 millas (190 km) al suroeste de Puerto Vallarta, México. La circulación remanente de nubes de bajo nivel permaneció en alta mar y persistió durante un día aproximadamente antes de disiparse por completo justo al oeste de Cabo Corrientes.

### Depresión tropical Catorce-E
La depresión tropical Catorce-E se desarrolló a partir de un pequeño remolino de nubes bajas que se observó por primera vez a lo largo del pozo de la Zona de Convergencia Intertropical al sur-suroeste de Baja California el 30 de septiembre. Hubo poco desarrollo hasta el 3 de octubre, cuando el sistema comenzó a generar más persistente. convección profunda. Si bien el sistema estaba ubicado a unas 800 millas (1,300 km) al suroeste del extremo sur de Baja California, el Centro Nacional de Huracanes (NHC) comenzó a clasificarlo como depresión tropical Catorce-E. Aunque inicialmente se predijo que la cizalladura del viento se mantendría en un nivel favorable, una baja en el nivel superior al suroeste de la depresión generó una cizalladura del viento mayor de lo esperado, y la convección se debilitó significativamente solo unas horas después. A pesar de los efectos significativos de la cizalladura del viento, aún se pronostica que la depresión se intensificará hasta convertirse en una tormenta tropical. Más tarde ese día, el centro de bajo nivel de la depresión se volvió más difícil de ubicar en las imágenes de satélite y se estimó la ubicación del centro pobremente definido. La convección disminuyó significativamente nuevamente a principios del 4 de octubre y la depresión se disipó 900 millas (1,400 km) al suroeste del extremo sur de Baja California. El remolino de nubes bajas remanente continuó hacia el oeste durante otras 24 a 36 horas antes de disiparse por completo.

### Tormenta tropical Manuel
La tormenta tropical Manuel se formó a partir de los restos del huracán Iris de la cuenca del Atlántico. La circulación central de Iris se había disipado sobre las montañas del este de México, mientras se desarrollaba una nueva convección a corta distancia sobre las aguas del Pacífico. Esta área se organizó mejor durante las siguientes 18 horas y se convirtió en la depresión tropical Quince-E el 10 de octubre, a unas 175 millas (282 km) al sur-sureste de Acapulco. La depresión se movió a 15-16 mph (24-26 km/h), primero hacia el oeste y luego hacia el oeste-noroeste. Un anticiclón de nivel superior centrado sobre el sur de México estaba produciendo cierta cizalladura del este en el entorno de la depresión, pero cuando esta cizalladura disminuyó, el sistema se convirtió en la tormenta tropical Manuel el 11 de octubre, a unas 200 millas (320 km) al sur-suroeste de Zihuatanejo. . Ese día se alcanzó una intensidad máxima inicial estimada de 50 mph (80 km/h) cuando se desarrollaron las primeras características de bandas claras. Sin embargo, las bandas fueron de corta duración, la convección profunda disminuyó y las imágenes satelitales de microondas a principios del 12 de octubre sugirieron que la circulación se estaba alargando. Regresó la cizalladura del viento, esta vez del noroeste, y Manuel giró hacia el oeste-suroeste y redujo la velocidad. Para el 12 de octubre, Manuel se había debilitado a depresión tropical.
Manuel permaneció en una depresión desorganizada durante los siguientes dos días y medio. Continuó moviéndose hacia el oeste-suroeste, pero disminuyó la velocidad a medida que una cresta de nivel medio al norte del ciclón se debilitaba gradualmente. Un canal de nivel superior cavó hacia el sur al oeste de Manuel temprano el 15 de octubre, y Manuel comenzó a moverse hacia el norte-noroeste. La convección se volvió a desarrollar cerca del centro y Manuel recuperó la fuerza de tormenta tropical el 15 de octubre a unas 596 millas (959 km) al sur-suroeste de Cabo San Lucas. La cizalladura del viento disminuyó y Manuel se fortaleció, alcanzando su intensidad máxima de vientos de 60 mph (97 km/h) y una presión de 997 mbar (hPa; 29,44 inHg) el 16 de octubre a unas 540 millas (870 km) al suroeste de Cabo San Lucas. En este punto, las temperaturas del agua bajo el ciclón estaban disminuyendo y la cizalladura, esta vez desde el suroeste, estaba aumentando. Manuel comenzó a debilitarse mientras se desplazaba hacia el oeste-noroeste y noroeste. Se convirtió en una depresión el 17 de octubre a unas 660 millas (1,060 km) al oeste-suroeste de Cabo San Lucas y se disipó a una baja no convectiva poco después del 18 de octubre. La baja remanente se movió lentamente hacia el oeste durante un par de días sobre aguas frías antes de su circulación se disipó por completo.

### Huracán Narda
Narda se desarrolló a partir de una onda tropical que se movía hacia el oeste y cruzó Dakar, Senegal, alrededor del 3 de octubre. La ola se volvió convectivamente activa después de cruzar América Central cuando produjo un gran estallido de convección en la Bahía de Campeche el 15 de octubre. la ola continuó hacia el oeste sobre las aguas del Pacífico al sur de México y bajo vientos favorables en los niveles altos, comenzó a adquirir características de bandas y varios centros de circulación. El sistema finalmente se consolidó y desarrolló un centro el 20 de octubre. Se convirtió en una depresión tropical a unas 1.150 millas (1.850 km) al suroeste de Cabo San Lucas. Moviéndose en una trayectoria de oeste a noroeste, se intensificó y alcanzó el estado de tormenta tropical más tarde ese día. El patrón de nubes continuó organizándose mejor y las imágenes satelitales visibles mostraron una característica ocular intermitente, y se estima que Narda se convirtió en huracán el 21 de octubre. La intensidad máxima de Narda de 980 mbar (hPa; 28,94 inHg) ocurrió el 22 de octubre. A partir de entonces, comenzó un debilitamiento gradual y una fuerte cizalladura afectó a Narda. El ciclón tropical se convirtió en un torbellino cerrado de nubes bajas con convección intermitente el 24 de octubre, mientras avanzaba hacia el oeste guiado por el flujo de bajo nivel y cruzaba 140°O sobre el área de responsabilidad del Pacífico Central. Luego continuó hacia el oeste como depresión tropical hasta su disipación.

### Huracán Octave
La depresión tropical final de la temporada probablemente se desarrolló a partir de una onda tropical débil que se movió hacia el oeste a través de América Central el 22 de octubre. Luego de un área en convección el 27 de octubre y la formación de una circulación de bajo nivel, el sistema fue declarado depresión tropical en 00:00 UTC del 31 de octubre, mientras que su centro se encontraba a unos 1.900 km (1.180 millas) al suroeste del extremo sur de Baja California. La depresión se vio afectada inicialmente por los vientos del este en los niveles superiores y el flujo de salida se restringió en el cuadrante este. La depresión se intensificó y se convirtió en tormenta tropical Octave seis horas después de formarse. Aunque las cimas de las nubes se calentaron el 31 de octubre, Octave se organizó aún más y el Centro Nacional de Huracanes (NHC) notó que la tormenta comenzó a parecerse a un huracán a principios del 1 de noviembre. Poco después, no se pronosticó una intensificación significativa, ya que el patrón de nubes se estaba alargando, la cizalladura vertical del viento pronto aumentaría y Octave pronto entraría en una región de temperaturas superficiales del mar decrecientes. Sin embargo, Octave se reorganizó y una función de ojo comenzó a desarrollarse más tarde el 1 de noviembre.
La tormenta se actualizó a huracán después de que se desarrolló un ojo irregular y los números T alcanzaron 4.0 en la escala Dvorak. Temprano el 2 de noviembre, Octave alcanzó su máxima intensidad con vientos máximos sostenidos de 85 mph (137 km/h) y una presión barométrica mínima de 980 mbar (hPa; 28,94 inHg). La cizalladura del viento comenzó a aumentar, mientras que las temperaturas de la superficie del mar estaban disminuyendo, lo que provocó que la circulación de bajo nivel se desplazara gradualmente de la convección profunda asociada. Sin embargo, la tormenta siguió siendo un huracán hasta las 18:00 UTC del 2 de noviembre. A principios del 3 de noviembre, solo una convección profunda mínima se asoció con Octave. El Centro Nacional de Huracanes (NHC) rebajó el sistema a una depresión tropical más tarde ese día. La convección profunda asociada con Octave siguió siendo mínima, y el sistema había degenerado en un remanente bajo ubicado a unas 1,715 millas (2,760 km) al oeste-suroeste del extremo sur de Baja California a las 00:00 UTC del 4 de noviembre.

## Nombres de los ciclones tropicales
Los siguientes nombres serán usados para los ciclones tropicales que se formen en el océano Pacífico este y central en 2001. Los nombres no usados están marcados con gris, y los nombres en negrita son de las tormentas formadas. Los nombres retirados, en caso, serán anunciados por la Organización Meteorológica Mundial en la primavera de 2002. Los nombres que no fueron retirados serán usados de nuevo en la temporada del 2007. Esta es la misma lista utilizada en la temporada del 1995 con la excepción del nombre de Ivo quien reemplazó a Ismael. El nombre Ivo fue utilizado por primera vez.
| - Adolph - Barbara - Cosme - Dalila - Erick - Flossie - Gil - Henriette | - Ivo - Juliette - Kiko - Lorena - Manuel - Narda - Octave - Priscilla (sin usar) | - Raymond (sin usar) - Sonia (sin usar) - Tico (sin usar) - Velma (sin usar) - Wallis (sin usar) - Xina (sin usar) - York (sin usar) - Zelda (sin usar) |

Para las tormentas que se forman en el área de responsabilidad del Centro de Huracanes del Pacífico Central, que abarca el área entre 140 grados al oeste y la Línea internacional de cambio de fecha, todos los nombres se utilizan en una serie de cuatro listas rotatorias. Los siguientes cuatro nombres que estaban programados para usar en 2001 se muestran a continuación, sin embargo, ninguno de ellos se usó.
| - Alika (sin usar) | - Ele (sin usar) | - Huko (sin usar) | - Ioke (sin usar) |

### Nombres retirados
- Posteriormente, la Organización Meteorológica Mundial (OMM) retiró el nombre Adolph, en medio de la preocupación de que el uso futuro del nombre sería políticamente insensible, debido al exlíder nazi Adolf Hitler. Fue reemplazado por Alvin para la temporada de 2007.

## Estadísticas de temporada
Esta es una tabla de todas los sistemas que se han formado en la temporada de 2001. Incluye su duración, nombres, áreas afectada(s), indicados entre paréntesis, daños y muertes totales. Las muertes entre paréntesis son adicionales e indirectas, pero aún estaban relacionadas con esa tormenta. Los daños y las muertes incluyen totales mientras que la tormenta era extratropical, una onda o un baja, y todas las cifras del daño están en USD 2001.
| DT | TT | 1 | 2 | 3 | 4 | 5 |

| Nombre                  | Fechas activo                   | Categoría de tormenta en intensidad máxima | Vientos máx. (km/h) | Presión min (hPa) | ACE     | Áreas afectadas                        | Áreas afectadas | Áreas afectadas | Daños (en millones USD) | Muertos |
| Nombre                  | Fechas activo                   | Categoría de tormenta en intensidad máxima | Vientos máx. (km/h) | Presión min (hPa) | ACE     | Lugar                                  | Fecha           | Vientos (km/h)  | Daños (en millones USD) | Muertos |
| ----------------------- | ------------------------------- | ------------------------------------------ | ------------------- | ----------------- | ------- | -------------------------------------- | --------------- | --------------- | ----------------------- | ------- |
| Adolph                  | 25 de mayo – 1 de junio         | Huracán categoría 4                        | 230 (145)           | 940               | 18.5275 | Ninguno                                | Ninguno         | Ninguno         | N/A                     | 0       |
| Bárbara                 | 20 – 26 de junio                | Tormenta tropical                          | 95 (60)             | 997               | 1.4225  | Ninguno                                | Ninguno         | Ninguno         | N/A                     | 0       |
| Cosme                   | 13 – 15 de julio                | Tormenta tropical                          | 75 (45)             | 1000              | 0.6875  | Ninguno                                | Ninguno         | Ninguno         | N/A                     | 0       |
| Erick                   | 20 – 24 de julio                | Tormenta tropical                          | 65 (40)             | 1001              | 0.8575  | Ninguno                                | Ninguno         | Ninguno         | N/A                     | 0       |
| Dalila                  | 21 – 28 de julio                | Huracán categoría 1                        | 120 (75)            | 987               | 7.6675  | Ninguno                                | Ninguno         | Ninguno         | N/A                     | 0       |
| Seis-E                  | 22 – 24 de agosto               | Depresión tropical                         | 55 (35)             | 1007              | 0       | Ninguno                                | Ninguno         | Ninguno         | N/A                     | 0       |
| Flossie                 | 26 de agosto – 2 de septiembre  | Huracán categoría 2                        | 165 (105)           | 972               | 9.6625  | Ninguno                                | Ninguno         | Ninguno         | $35 mil                 | 2       |
| Gil                     | 4 – 10 de septiembre            | Huracán categoría 2                        | 155 (100)           | 975               | 7.535   | Ninguno                                | Ninguno         | Ninguno         | N/A                     | 0       |
| Henriette               | 4 – 8 de septiembre             | Tormenta tropical                          | 100 (65)            | 994               | 2.635   | Ninguno                                | Ninguno         | Ninguno         | N/A                     | 0       |
| Ivo                     | 10 – 14 de septiembre           | Tormenta tropical                          | 85 (50)             | 997               | 1.865   | Ninguno                                | Ninguno         | Ninguno         | N/A                     | 0       |
| Juliette                | 21 de septiembre – 3 de octubre | Huracán categoría 4                        | 230 (145)           | 923               | 24.8    | Puerto San Carlos, Baja California Sur | 9 de septiembre | 65 (40)         | $400 millones           | 12      |
| Kiko                    | 21 – 25 de septiembre           | Huracán categoría 1                        | 120 (75)            | 990               | 2.9575  | Ninguno                                | Ninguno         | Ninguno         | N/A                     | 0       |
| Dos-C                   | 23 – 25 de septiembre           | Tormenta tropical                          | 65 (40)             | 1008              | 0.1225  | Ninguno                                | Ninguno         | Ninguno         | N/A                     | 0       |
| Lorena                  | 2 – 4 de octubre                | Tormenta tropical                          | 95 (60)             | 997               | 1.38    | Ninguno                                | Ninguno         | Ninguno         | N/A                     | 0       |
| Catorce-E               | 3 – 4 de octubre                | Depresión tropical                         | 55 (35)             | 1008              | 0       | Ninguno                                | Ninguno         | Ninguno         | N/A                     | 0       |
| Manuel                  | 10 – 18 de octubre              | Tormenta tropical                          | 95 (60)             | 997               | 2.515   | Ninguno                                | Ninguno         | Ninguno         | N/A                     | 0       |
| Narda                   | 20 – 25 de octubre              | Huracán categoría 1                        | 140 (85)            | 980               | 4.12    | Ninguno                                | Ninguno         | Ninguno         | N/A                     | 0       |
| Octave                  | 31 de octubre – 3 de noviembre  | Huracán categoría 1                        | 140 (85)            | 980               | 3.8625  | Ninguno                                | Ninguno         | Ninguno         | N/A                     | 0       |
| Totales de la temporada |                                 |                                            |                     |                   |         |                                        |                 |                 |                         |         |
| 19 ciclones             | 25 de mayo – 3 de noviembre     |                                            | 230 (145)           | 923               | 90.6175 | '                                      | '               | '               | $400.35 millones        | 14      |